# 値賀村
値賀村（ちかむら）は、佐賀県東松浦郡にあった村。現在の東松浦郡玄海町の一部にあたる。

## 地理
東松浦半島の北西部に位置していた。
- 海洋：外津浦[2]

## 歴史
- 1889年（明治22年）4月1日、町村制の施行により、東松浦郡今村、値賀川内村、普恩寺村、平尾村、浜野浦村、大薗村、石田村、仮屋村が合併して村制施行し、値賀村が発足[1][2]。旧村名を継承した今村、値賀川内、普恩寺、平尾、浜野浦、大薗、石田、仮屋の8大字を編成[2]。
- 1956年（昭和31年）9月30日、東松浦郡有浦村と合併し、町制施行し玄海町を新設して廃止された[1][2]。合併後、玄海町大字今村・値賀川内・普恩寺・平尾・浜野浦・大薗・石田・仮屋となる[2]。

## 産業
- 農業、漁業[2]